# Carin Ulin
Hedvig Carin Ulin, född 28 september 1886, död 11 oktober 1971 i Stockholm, var en svensk barnpsykolog. Hon skrev den första svenska avhandlingen inom området utvecklingspsykologi. Hon var en föregångare inom neuropsykologisk forskning, särskilt när det gäller barns finmotoriska utveckling.

## Biografi
Carin Ulin växte upp i en ekonomiskt välbärgad familj i Stockholm. Fadern Nils var köpman och handlade främst med viner. Modern hette Anna Maria. Carin Ulin gifte sig aldrig och bildade heller aldrig familj. Hon levde nära sin mor som blev änka relativt tidigt. Efter moderns död levde hon tillsammans med den tre år äldre systern Elna Ulin.
År 1913 avlade Carin Ulin filosofisk ämbetsexamen i svenska och historia. Därefter fördjupade hon sig i psykologi. Hon gick bland annat kurser i medicinskt inriktad psykologi, ledda av Bror Gadelius. Hon genomförde även en kurs i psykoanalys för medicinare, vilken leddes av Poul Bjerre. Carin Ulin ville studera utvecklingspsykologi med fokus på ungdomars utveckling. Detta var dock inget etablerat forskningsområde i Sverige vid denna tid. År 1926–1927 for hon därför till Wien för att studera för Charlotte Bühler. Denna var professor i psykologi och hennes forskning hade en dubbel inriktning. Hon arbetade dels med ungdomsdagböcker och hade ett angreppssätt som vi idag skulle beteckna som narrativ psykologi. Dels gjorde hon observationsstudier av mindre barn och deras utveckling och tillämpade en mer experimentellt inriktad psykologi. Carin Ulin tycks ha tagit intryck av Charlotte Bühlers båda förhållningssätt vilket framgår av hennes intresse för den humanistiska såväl som den naturvetenskapliga synen på barn och utvecklingspsykologisk forskning. Hon fortsatte att etablera internationella kontakter. Exempelvis for hon år 1933 på en studieresa till Berlin och Pestalozzi-Fröbelhaus och år 1937 till USA för att studera pedagogik för barn med olika funktionshinder. Hon kom senare att bjuda in en rad framstående internationella forskare till Sverige, inte minst från USA, där utvecklingspsykologi hade utvecklats till ett livaktigt forskningsområde.
Carin Ulin förespråkade en mild form av barnuppfostran, vilken hon samtidigt sökte basera i vetenskapliga studier. År 1934 startade hon Kristliga föreningen av unga kvinnors (KFUK:s) pedagogiska institut där hon var verksam som lärare och rektor fram till 1957. Tillsammans med Alva Myrdal etablerade hon Pedagogiska Föreningen för Förskoleåldern (PFF), en förening som värnade om forskning, kunskap och klinisk verksamhet med utvecklingspsykologiskt fokus. I enlighet med tidens anda ville Carin Ulin knyta barnomsorgen till forskningsbaserad kunskap som framför allt hämtades ur mätningar och klassificeringar av barnens utveckling. Pedagogiska Föreningen för Förskoleåldern kom senare att omvandlas till en förening som var mer fackligt inriktad och företrädde förskollärarna, vilket inte var i linje med Carin Ulins visioner.
År 1936 blev Carin Ulin den första psykologen vid Psykisk barn- och ungdomsvård (PBU), föregångaren till dagens Barn- och ungdomspsykiatri (BUP). I sin kliniska verksamhet arbetade Carin Ulin framför allt med utredningar, särskilt sådana som rörde kognitiv förmåga, motorik, dyslexi och vad som då benämndes som skolmognad. Hon var således en pionjär inom både den akademiska och den kliniska neuropsykologin. Hon framhöll ofta att de som tog hand om barn behövde kunskap om hjärnans funktioner, inte minst för att förstå barn med olika funktionsnedsättningar. Carin Ulin var själv funktionsnedsatt på grund av en polioskada, som hon drabbades av då hon var 13 år gammal.
År 1949 disputerade Carin Ulin vid Göteborgs högskola med avhandlingen "Handaktivitetens utveckling under förskoleålder". Hennes handledare var John Elmgren, professor i psykologi vid Göteborgs högskola, vars forskning bland annat rörde kognitiva funktioner. Carin Ulin skrev också tidningsartiklar och populärvetenskapliga böcker om utvecklingspsykologi. År 1952 publicerades en populariserad version av hennes avhandling. Titeln var "Barnhänder i lek och arbete" och på bokomslaget presenteras hon som ”den kända barnpsykologen”. Hon ville visa att man genom att följa barnens motoriska utveckling kunde förstå hur de växer och mognar. Därmed kunde man undvika orimliga förväntningar på vad barn ska klara av. Hon poängterade vikten av individanpassning och spontanitet vid barnomsorg och uppfostran och framhöll också att man behöver anpassa material och uppgifter till barnets mognadsnivå i stället för att, som hon uttrycker det, låta olika ”slag av dressyr” förekomma.
År 1954 tilldelades Carin Ulin den kungliga medaljen Illis quorum för sin forskning och sina insatser för barn. Hon är gravsatt på Norra begravningsplatsen i Solna.